# حسن‌آباد، جلیل‌آباد
حسن‌آباد، جلیل‌آباد (به ترکی آذربایجانی: Gasanabad) یک منطقهٔ مسکونی در جمهوری آذربایجان است که در شهرستان جلیل‌آباد واقع شده‌است.